# Plainisphare
Plainisphare est un label discographique indépendant suisse de jazz, basé dans le canton de Vaud, actif entre 1982 et 2011.

## Histoire
Après avoir débuté comme société de distribution, les fondateurs Jef Duplain et Rolf Knüsel ont concentré leur activité sur la production, en particulier sur le jazz, dans la partie francophone de la Suisse. Le label a édité 137 vinyles et format CD.
Plainisphare a édité des albums de musiciens de jazz suisses de différents styles, tels que : François Lindemann, Christy et Dave Doran, Raymond Court, Léon Francioli, Urs Blöchlinger, René Bottlang, Erik Truffaz, Jacques Demierre, Jean-François Bovard, Pascal Auberson, Thierry Lang, Jérôme Berney, Maurice Magnoni, Albin Brun et Heiri Känzig, mais aussi de Terry Riley (No Man's Land), John Tchicai, Albert Mangelsdorff, Joëlle Léandre, Abdullah Ibrahim et Archie Shepp.